# Enigmas del más allá
Enigmas del más allá es una serie de televisión dirigida por Julio César Romero y transmitida por RCN Televisión.
Cuenta varias historias relacionadas con enigmas inexplicables como fantasmas, ovnis, etcétera, investigados por una agencia especial en la que sus investigadores corrían peligro y una de ellas tenía visiones.

## Sinopsis
Cuenta la historia de Simon Herrante que en su juventud  fue testigo de un hecho paranormal, lo que le hizo emprender una investigación acerca de estos sucesos inexplicables.
Después de un tiempo descubre que su hija Valeria tiene ciertas visiones que predicen el futuro. Cuando crece lo apoya en su agencia pero con el tiempo deciden contratar a David Guerrero, profesor de Teología, quien se hace amigo personal de la familia y siente un fuerte amor por Valeria pero se niega a aceptarla, ya que años atrás su esposa murió en un hecho inexplicable.
Al tiempo se integra Magdalena Santamaría, una mujer que después de ser testigo de uno de los hechos de la agencia decide trabajar con ellos.

## Elenco
- Simon Herrante (Humberto Dorado)
- Valeria Herrante (Carla Giraldo)
- David Guerrero (Roberto Cano)
- Magdalena Santamaría (Catalina Gómez Piedrahíta)

## Curiosidades
- Enigmas del más allá fue sacada al aire para hacerle directa competencia a la serie Séptima Puerta, pero no pudo y fue sacada del aire.

- Datos: Q5832846